# Maalate
Maalate é um nome em hebraico que ocorre duas vezes na Tanakh, a Bíblia hebraica, chamada de Antigo Testamento pelos cristãos. 
Maalate é, na Bíblia, uma das esposas de Esaú, filho do patriarca Isaac e irmão de Jacó.
Os dois primeiros casamentos de Esaú, com duas mulheres cananeias, Basemate e Judite, teriam desagradado aos pais de Esaú, Isaac e Rebeca. Como um esforço para conciliar o seu relacionamento com seus pais, especialmente com o pai, Isaac, de quem buscava obter a bênção, Esaú teria tido um terceiro casamento com uma prima sua, filha do seu tio Ismael: Maalate.
Segundo o livro do Gênesis, seria filha de Ismael e esposa de Esaú (Gênesis 28:9). Também é chamada, no mesmo livro, de Basemate (Gênesis 36:3). Certos autores, assim, sugerem que Esaú mudou os nomes de suas esposas e, como teria duas mulheres chamadas Basemate, alterou o nome da última para Maalate. (Gênesis 28:6-9, 36:2-3).